# Venturia atricolor
Venturia atricolor là một loài tò vò trong họ Ichneumonidae.